# Néstor Gonçalves
Néstor Gonçalves (27. dubna 1936 Baltasar Brum – 29. prosince 2016 Montevideo) byl uruguayský fotbalista, záložník.

## Klubová kariéra
Hrál za tým CA Peñarol, nastoupil v 574 utkáních. V Poháru osvoboditelů nastoupil v 77 utkáních a dal 4 góly, v Interkontinentálním poháru nastoupil v 6 utkáních.

## Reprezentační kariéra
Za reprezentaci Uruguaye nastoupil v letech 1957–1968 v 50 utkáních. Startoval na Mistrovství světa ve fotbale 1962, nastoupil ve 3 utkáních, a na Mistrovství světa ve fotbale 1966, kde nastoupil ve 4 utkáních.